# ウーゴ・ルイス
ウーゴ・ルイス（Hugo Ruiz Dominguez 、1986年9月21日 - ）は、メキシコの男性プロボクサー。シナロア州ロスモチス出身。元WBA世界バンタム級暫定王者。元WBC世界スーパーバンタム級王者。世界2階級制覇王者。

## 来歴
2006年12月22日、シナロア州ロスモチスのポリデポルティーボ・センテナリオでデビュー戦を行い、初回1分5秒TKO勝ちを収めデビュー戦を白星で飾った。
2010年4月3日、ハリスコ州グアダラハラでヘルマン・メラスとWBCアメリカ大陸並びにWBOラテンアメリカスーパーフライ級王座決定戦を行い、7回TKO勝ちを収めWBCアメリカ大陸、WBOラテンアメリカ王座も獲得した。その後WBOラテンアメリカ王座は防衛せず、WBCアメリカ大陸王座は1度防衛しバンタム級に転向。
2011年1月22日、メヒコ州ネサワルコヨトルでアルバロ・ペレス（ニカラグア）とWBA世界バンタム級暫定王座決定戦を行い、9回に偶然のバッティングによる負傷でルイスが試合続行不可能となり、9回2-0（87-83、86-86、86-84）の負傷判定勝ちを収め王座を獲得した。
2011年5月14日、ロスモチスのポリデポルティーボ・センテナリオでフランシスコ・アルセ（メキシコ）と対戦し、12回3-0（112-111、2者が114-109）の判定勝ちを収め初防衛に成功した。
2011年10月15日、ロスモチスのエスタディオ・センテナリオに舞台を移してフランシスコ・アルセ（メキシコ）と5ヵ月ぶりに再戦。3回にルイスがアルセからダウンを奪うなど序盤から攻勢を見せ、4回開始のゴングにアルセが立ち上がることが出来ずレフェリーがストップ。4回24秒TKO勝ちを収め2度目の防衛に成功した。
2012年1月27日、正規王者亀田興毅との指名試合に向けた話し合いが決裂した。
2012年3月31日、バハ・カリフォルニア・スル州ロス・カボスでWBA世界バンタム級13位のジョン・マーク・アポリナリオ（フィリピン）と対戦する予定だったが、アポリナリオのビザ取得に問題が生じた為、WBA世界バンタム級12位のヨンフレス・パレホ（ベネズエラ）に対戦相手を変更してシナロア州ロスモチスのヒムナシオ・アウディトリオで対戦し、2回にルイスがアッパーを交えたコンビネーションでパレホからダウンを奪い、5回、6回とパレホも反撃に出て挽回に努めるも7回にダウンを奪われ、8回にルイスの攻勢でパレホがダウンしたところでレフェリーストップがかかり、8回1分12秒TKO勝ちを収め3度目の防衛に成功した。
2012年7月7日、バハ・カリフォルニア・スル州ラパスでWBA世界バンタム級15位ジャン・サンプソン（ニカラグア）と対戦し、9回KO勝ちで4度目の防衛に成功した 。
2012年10月30日、インドネシアのジャカルタで行われたWBA総会でWBAコンベンションが行われ、2012年11月10日にロサンゼルスのステイプルズ・センターで行われるWBC世界スーパーバンタム級王者アブネル・マレスにアンセルモ・モレノがに勝利し王座を獲得した場合、アンセルモ・モレノのスーパーバンタム級転向を容認、ただしアンセルモ・モレノがアブネル・マレスに敗れ王座獲得に失敗した場合、アンセルモ・モレノはスーパー王者としてバンタム級に留まり、2012年12月4日に大阪のボディメーカーコロシアムで亀田興毅とウーゴ・ルイスの間で行われる王座統一戦の勝者にスーパー王者アンセルモ・モレノとの対戦指令が発令の2点が決定事項となった。
2012年11月9日、WBAが亀田興毅を休養王者から外れ正規王者への復帰となり、ウーゴ・ルイスから暫定王座が剥奪されていないので、同年12月4日に大阪のボディメーカーコロシアムで行われる亀田興毅戦が王座統一戦として行われる事になった。
2012年12月4日、大阪府立体育会館で正規王者亀田興毅と王座統一戦を行い、12回1-2（113-116、117-113、113-115）の判定負けを喫し王座統一に失敗、5度目の防衛に失敗すると共に1年11ヵ月保持した暫定王座は正規王座に吸収される形で消滅した。しかも同年11月10日にロサンゼルスのステイプルズ・センターでアブネル・マレスとアンセルモ・モレノとの間で行われたWBC世界スーパーバンタム級タイトルマッチでアンセルモ・モレノがアブネル・マレスに0-3の判定負けを喫した為、WBAコンベンションの決定に基づくWBA世界バンタム級スーパー王者アンセルモ・モレノとの対戦指令がウーゴ・ルイスには発せられないことも決定した。
2013年6月1日、メヒコ州エカテペックのエスタディオ・モレロスでシンピウィ・ベトイェカやタカラニ・ヌドロブと対戦経験のあるジョバンニ・カロとスーパーバンタム級契約のノンタイトル10回戦を行い、初回からカロを2度ダウンさせ、2回にはルイスが右ストレートでカロからダウンを奪い、さらにルイスが攻勢に出たところでレフェリーがストップ。ルイスが2回1分22秒KO勝ちを収め再起に成功した。
2013年9月5日、スーパーバンタム級に転向した。
2013年9月7日、ヌエボ・レオン州シウダ・アポダカで行われたWBCアメリカ大陸バンタム級王座決定戦で元WBO世界フライ級王者のフリオ・セサール・ミランダと対戦し、12回2-0（114-114、2者が115-113）の判定勝ちを収めWBCアメリカ大陸王座の2階級制覇に成功した。
2014年11月22日、メヒコ州トルーカのプラザ・デ・ロス・マルティレスでカルロス・メデリンと対戦し、初回2分8秒TKO勝ちを収めた。
2015年8月29日、ロサンゼルスのステイプルズ・センターでレオ・サンタ・クルスのWBA世界フェザー級スーパー王座決定戦出場に伴いWBC世界スーパーバンタム級3位のフリオ・セハとWBC世界スーパーバンタム級暫定王座決定戦を行い、3回にダウンを奪うが、5回にダウンを奪い返され、連打の猛攻で追い詰められレフェリーストップ。5回2分34秒逆転TKO負けを喫し2階級制覇に失敗した。
2016年2月27日、アナハイムのホンダ・センターで、レオ・サンタ・クルスvsキコ・マルチネスの前座で、WBC世界スーパーバンタム級王者フリオ・セハと6ヵ月ぶりに再戦し、開始早々に右フックでダウンを奪い最後はフックの連打でレフェリーがストップ。初回51秒TKO勝ちを収め2階級制覇を達成した。3月8日、WBCはルイスを2016年2月度の月間優秀選手賞に選出した。
2016年9月16日、4年ぶりの日本での試合として大阪府立体育会館で元世界2階級制覇王者でWBC世界スーパーバンタム級4位の長谷川穂積と対戦し、ルイスが9回終了時に棄権した為初防衛に失敗、王座から陥落した。
2019年1月19日、MGMグランド・ガーデン・アリーナでWBA世界フェザー級暫定王者ジャック・テポラと対戦し3階級制覇を目指す予定だったが、前日計量でテポラがフェザー級の規定体重である126ポンドを5.5ポンド超過の131.5ポンドを計測し王座剥奪となった為、デポラ戦は中止となりルイスは代替相手としてアルベルト・ゲバラに変更してフェザー級10回戦を行うことになったが、試合はルイスがゲバラに10回3-0（99-90×2、100-89）の判定勝ちを収めた。
2019年2月9日、カリフォルニアのディグニティ・ヘルス・スポーツ・パークで世界3階級制覇王者のアブネル・マレスの負傷欠場によりマレスの代替選手に急遽決定した為、WBA世界スーパーフェザー級スーパー王者のガーボンタ・デービスと対戦したが、初回2分59秒TKO負けを喫し3階級制覇とはならなかった。

## 獲得タイトル
- WBCアメリカ大陸スーパーフライ級王座
- WBOラテンアメリカスーパーフライ級王座
- WBA世界バンタム級暫定王座（防衛4）
- WBCアメリカ大陸バンタム級王座
- WBC世界スーパーバンタム級王座（防衛0）